# Hiệp ước hữu nghị và hợp tác Liên Xô - Việt Nam
Hiệp ước hữu nghị và hợp tác giữa Cộng hoà Xã hội chủ nghĩa Việt Nam và Liên bang Cộng hoà Xã hội chủ nghĩa Xô Viết (tiếng Nga: Договор о дружбе и сотрудничестве между Социалистической Республикой Вьетнам и Союзом Советских Социалистических Республик) hay còn được gọi Hiệp ước Việt Nam và Liên Xô năm 1978, là bản hiệp ước được Việt Nam và Liên Xô ký ngày 3 tháng 11 năm 1978 tại Moskva ngay sau khi Việt Nam gia nhập Hội đồng Tương trợ Kinh tế (29 tháng 6 năm 1978). Hiệp ước thể hiện sự hợp tác toàn diện chiến lược giữa Việt Nam và Liên Xô.

## Bối cảnh và lịch sử

### Quan hệ Xô-Việt
Sau khi Mỹ ký Hiệp định chấm dứt chiến tranh và lập lại hòa bình ở Việt Nam, một giai đoạn mới trong phát triển quan hệ Xô-Việt bắt đầu. Tổng Bí thư Ban Chấp hành Trung ương Đảng Cộng sản Liên Xô L.I. Brezhnev nhấn mạnh: "Vào thời kỳ hòa bình, cũng như trong thời kỳ chiến tranh, chúng ta sẽ ở bên nhau, trong cùng một hàng ngũ. Hỗ trợ Việt Nam là nhiệm vụ quốc tế của chúng tôi. Đây là cam kết chung của tất cả các nước xã hội chủ nghĩa". Phát biểu tại Đại hội XXV của Ủy ban Trung ương Đảng Cộng sản Liên Xô (1976), Bí thư thứ nhất Ban chấp hành Trung ương Đảng Cộng sản Việt Nam Lê Duẩn cũng lưu ý đến tầm quan trọng của quan hệ Xô-Việt: "Càng sâu sắc, người dân Việt Nam cam kết giải phóng dân tộc và chủ nghĩa xã hội. Tôi sẽ mãi mãi ghi nhớ sự hỗ trợ và giúp đỡ này, thấm nhuần tinh thần cao của chủ nghĩa quốc tế vô sản".
Sự kết thúc chiến tranh Việt Nam và thành lập nước Việt Nam mới thống nhất đã tạo ra những điều kiện mới để mở rộng và tăng cường quan hệ hợp tác với Liên Xô khiến cho chủ nghĩa cộng sản và khối Cộng sản mở rộng xuống Cà Mau ở khu vực Đông Nam Á.
Ở Liên Xô, sự hình thành chế độ Cộng hòa Xã hội Chủ nghĩa Việt Nam được hoan nghênh to lớn dưới khẩu hiệu chiến thắng của nhân dân Việt Nam trong cuộc đấu tranh giành độc lập và thống nhất Tổ quốc, chống lại sự xâm lược và chủ nghĩa đế quốc Mỹ nhằm đi lên xã hội chủ nghĩa.
Tới lúc Việt Nam tham gia Hội đồng Tương trợ Kinh tế, Trung Quốc đã cắt viện trợ hoàn toàn cho Việt Nam. Liên Xô đã thay thế hỗ trợ cho Việt Nam sau giai đoạn hậu chiến này và là đồng minh quan trọng nhất của chính quyền Cộng hoà Xã hội chủ nghĩa Việt Nam mà không thể thiếu đến khi sụp đổ.

## Thành viên tham dự
Đầu tháng 11/1978, trong chuyến thăm của lãnh đạo cấp cao của Đảng Cộng sản Việt Nam và Chính phủ Việt Nam đến Liên Xô hai bên thống nhất ký kết hiệp ước giữa hai bên với nhau.
Các bên tham gia gồm các thành viên sau:
- Lê Duẩn, Tổng bí thư Đảng Cộng sản Việt Nam
- Phạm Văn Đồng, Thủ tướng Chính phủ Việt Nam
- Leonid Brezhnev, Tổng Bí thư Đảng Cộng sản Liên Xô và Chủ tịch Đoàn Chủ tịch Xô viết Tối cao
- Alexei Kosygin, Chủ tịch Hội đồng Bộ trưởng Liên Xô

## Hiệp ước
HIỆP ƯỚC HỮU NGHỊ VÀ HỢP TÁC GIỮA NƯỚC CỘNG HÒA XÃ HỘI CHỦ NGHĨA VIỆT NAM VÀ LIÊN BANG CỘNG HÒA XÃ HỘI CHỦ NGHĨA XÔ VIẾT ngày 3/11/1978.
Trên cơ sở mối quan hệ anh em chặt chẽ với sự hợp tác toàn diện giữa hai bên, tình bạn và tình đoàn kết không thể phá vỡ, dựa trên các nguyên tắc của chủ nghĩa Mác - Lênin và chủ nghĩa quốc tế xã hội chủ nghĩa;
Tin chắc rằng việc tăng cường toàn diện liên kết và hữu nghị giữa Liên bang Cộng hòa Xã hội Chủ nghĩa Xô viết và Cộng hòa Xã hội Chủ nghĩa Việt Nam là vì lợi ích cơ bản của nhân dân hai nước và tăng cường hơn nữa sự liên kết và đoàn kết của các nước trong khối xã hội chủ nghĩa;
Với các nguyên tắc và mục tiêu một chính sách đối ngoại xã hội chủ nghĩa, mong muốn đảm bảo các điều kiện quốc tế thuận lợi nhất để xây dựng chủ nghĩa xã hội và chủ nghĩa cộng sản;
Khẳng định rằng việc hỗ trợ lẫn nhau trong việc củng cố và bảo vệ lợi ích xã hội chủ nghĩa, đạt được bằng giá của những nỗ lực anh hùng và công việc tận tụy của nhân dân, được hai bên coi là nghĩa vụ quốc tế của hai nước;
Ủng hộ mạnh mẽ liên kết tất cả các lực lượng đấu tranh vì hòa bình, độc lập dân tộc, dân chủ và tiến bộ xã hội;
Bày tỏ quyết tâm mạnh mẽ để thúc đẩy củng cố hòa bình ở châu Á và trên toàn thế giới, góp phần phát triển mối quan hệ tốt đẹp và hợp tác cùng có lợi giữa các quốc gia với các hệ thống xã hội khác;
Tìm cách tiếp tục phát triển và cải thiện hợp tác toàn diện giữa hai nước;
Coi trọng sự phát triển và củng cố hơn nữa cơ sở pháp lý các mối quan hệ lẫn nhau của hai bên;
Phù hợp với mục đích và nguyên tắc của Hiến chương Liên hợp quốc,
Quyết định ký kết Hiệp ước hữu nghị và hợp tác này và thống nhất các điều sau:
- Điều một: Phù hợp với nguyên tắc của chủ nghĩa quốc tế xã hội chủ nghĩa. Các bên ký kết sẽ tiếp tục củng cố các mối quan hệ của tình bạn không thể phá vỡ, tình đoàn kết và tương trợ huynh đệ. Hai bên sẽ kiên định phát triển chính trị quan hệ và làm sâu sắc hợp tác toàn diện, hỗ trợ lẫn nhau dựa trên sự tôn trọng lẫn nhau về chủ quyền và độc lập, bình đẳng và không can thiệp vào các vấn đề nội bộ của nhau.
- Điều hai: Các bên ký kết sẽ hợp tác tăng cường và mở rộng hợp tác kinh tế, khoa học và kỹ thuật cùng có lợi để thúc đẩy xây dựng xã hội chủ nghĩa và cộng sản, cải thiện liên tục nâng cao cơ sở vật chất và văn hóa của nhân dân hai nước. Các bên sẽ tiếp tục điều phối dài hạn các kế hoạch kinh tế quốc gia, phối hợp các biện pháp triển vọng để phát triển các ngành quan trọng nhất của nền kinh tế, khoa học và công nghệ, trao đổi kiến thức và kinh nghiệm tích lũy trong xây dựng xã hội chủ nghĩa và cộng sản.
- Điều ba: Các bên ký kết sẽ thúc đẩy hợp tác giữa các cơ quan chính phủ và các tổ chức công cộng, phát triển liên hệ rộng rãi trong các lĩnh vực khoa học và văn hóa, giáo dục, văn học nghệ thuật, báo chí, đài phát thanh và truyền hình, chăm sóc sức khỏe, môi trường, du lịch, văn hóa thể thao và thể dục, và các lĩnh vực khác. Hai bên sẽ gia tăng phát triển liên lạc giữa các công nhân của cả hai nước.
- Điều bốn: Các bên ký kết sẽ đấu tranh bằng mọi cách và nhất quán tăng cường hơn nữa quan hệ huynh đệ, liên kết và đoàn kết giữa các nước xã hội chủ nghĩa trên cơ sở chủ nghĩa Mác - Lênin và chủ nghĩa quốc tế xã hội chủ nghĩa.
Hai bên sẽ nỗ lực hết sức để củng cố hệ thống xã hội chủ nghĩa thế giới, sẽ đóng góp tích cực cho sự phát triển và bảo vệ lợi ích xã hội chủ nghĩa.
- Điều năm: Các bên ký kết sẽ tiếp tục nỗ lực bảo vệ hòa bình và an ninh quốc tế, các quốc gia, tích cực phản đối tất cả các dự định và kế hoạch của chủ nghĩa đế quốc và các lực lượng phản động, ủng hộ một cuộc đấu tranh chính thống để xóa bỏ chủ nghĩa thực dân và phân biệt chủng tộc dưới mọi hình thức và phát biểu của hai bên. Sẽ ủng hộ cuộc đấu tranh của phong trào không liên kết, các dân tộc châu Á, châu Phi và châu Mỹ Latinh chống lại chủ nghĩa đế quốc, chủ nghĩa thực dân và chủ nghĩa thực dân mới, nhằm củng cố nền độc lập, bảo vệ chủ quyền, tự do định đoạt tài nguyên thiên nhiên của họ, thiết lập quan hệ kinh tế quốc tế mới thoát khỏi sự bất bình đẳng, khai thác tự do, sẽ hỗ trợ những nỗ lực của các dân tộc Đông Nam Á vì hòa bình, độc lập và hợp tác giữa các bên.
Hai bên sẽ kiên định đứng lên phát triển quan hệ giữa các quốc gia với các hệ thống xã hội khác nhau dựa trên nguyên tắc chung sống hòa bình, để mở rộng và làm sâu sắc thêm quá trình răn đe trong quan hệ quốc tế, để loại trừ kết thúc xâm lược và chiến tranh xâm lược khỏi các quốc gia, vì hòa bình, dân chủ, tự do.
- Điều sáu: Các bên ký kết sẽ tham khảo ý kiến của nhau về tất cả các vấn đề quốc tế lớn ảnh hưởng đến lợi ích của cả hai nước. Trong trường hợp một trong các bên trở thành đối tượng của một cuộc tấn công hoặc đe dọa tấn công, các bên ký kết sẽ ngay lập tức bắt đầu tham vấn lẫn nhau để loại bỏ mối đe dọa đó và thực hiện các biện pháp hiệu quả phù hợp đảm bảo hòa bình và an ninh cho quốc gia của hai bên.
- Điều bảy: Hiệp ước này không ảnh hưởng đến các quyền và nghĩa vụ của các bên theo các thỏa thuận song phương và đa phương hiện đã được ký kết với sự tham gia của hai bên và không được có hành động chống lại bất kỳ nước thứ ba nào.
- Điều tám: Hiệp ước này có thể được phê chuẩn và sẽ có hiệu lực vào ngày trao đổi các chứng thư phê chuẩn, sẽ được thực hiện tại thành phố Hà Nội càng sớm càng tốt.
- Điều chín: Thỏa thuận này được ký kết trong khoảng thời gian 25 năm và sẽ được tự động gia hạn mỗi lần trong 10 năm tiếp theo, nếu không có bên ký kết nào tuyên bố mong muốn chấm dứt bằng cách thông báo 12 tháng trước khi hết thời hạn liên quan.

Thực hiện tại Moscow vào ngày 3 tháng 11 năm 1978, trong hai bản tiếng Nga và tiếng Việt, cả hai văn bản đều có giá trị như nhau.

## Tuyên bố

### Việt Nam
QUYẾT NGHỊ CỦA ỦY BAN THƯỜNG VỤ QUỐC HỘI 
Số 379 NQ-QH/K6 Ngày 29 Tháng 11 Năm 1978
Uỷ ban Thường vụ Quốc hội nước Cộng hòa Xã hội Chủ nghĩa Việt Nam
Căn cứ vào Điều 53 của Hiến pháp năm 1959;
Theo đề nghị của Hội đồng Chính phủ;
QUYẾT NGHỊ:

Phê chuẩn hiệp ước hữu nghị và hợp tác giữa nước Cộng hoà xã hội chủ nghĩa Việt Nam và Liên bang cộng hoà xã hội chủ nghĩa Xô Viết ký tại thành phố Mát-xcơ-va ngày 3 tháng 11 năm 1978.

Hà Nội, ngày 02 tháng 12 năm 1978
LỆNH
PHÊ CHUẨN HIỆP ƯỚC HỮU NGHỊ VÀ HỢP TÁC GIỮA NƯỚC CỘNG HÒA XÃ HỘI CHỦ NGHĨA VIỆT NAM VÀ LIÊN BANG CỘNG HÒA XÃ HỘI CHỦ NGHĨA XÔ VIẾT
LỆNH CỦA CHỦ TỊCH NƯỚC CỘNG HÒA XÃ HỘI CHỦ NGHĨA VIỆT NAM
Căn cứ vào điều 64 của Hiến pháp năm 1959;
Căn cứ vào nghị quyết số 379-NQ/QHK6 ngày 29/11/1978 của Ủy ban thường vụ Quốc hội,
Phê chuẩn Hiệp ước hữu nghị và hợp tác giữa nước Cộng hòa xã hội chủ nghĩa Việt Nam và Liên bang Cộng hòa xã hội chủ nghĩa Xô Viết ký tại thành phố Mát-xcơ-va ngày 03 tháng 11 năm 1978.
CHỦ TỊCH NƯỚC CỘNG HÒA XÃ HỘI CHỦ NGHĨA VIỆT NAM
TÔN ĐỨC THẮNG

### Liên Xô
Phê chuẩn
Theo sắc lệnh của Đoàn chủ tịch Xô viết tối cao Liên Xô ngày 13 tháng 12 năm 1978 N 8553-IX
Đoàn chủ tịch Xô Viết Tối cao Liên Xô phê chuẩn hiệp ước vào ngày 13 tháng 12 năm 1978
CHỦ TỊCH ĐOÀN CHỦ TỊCH XÔ VIẾT TỐI CAO LIÊN XÔ
L. Brezhnev

### Trao đổi
Việc trao đổi các chứng thư phê chuẩn được thực hiện tại thành phố Hà Nội vào ngày 13/12/1978.

## Kết thúc
Ngày 26 tháng 12 năm 1991 Liên Xô sụp đổ, hiệp ước chính thức hết hiệu lực.